# 哈利莫尼夫卡
49°54′37″N 35°35′21″E / 49.91028°N 35.58917°E
哈利莫尼夫卡（烏克蘭語：Халимонівка）是位於烏克蘭東部的村莊，由哈爾科夫州博霍杜希夫區的瓦爾基市鎮負責管轄。該村始建於1665年，面積3.44平方公里，海拔高度195米，2001年人口39，人口密度每平方公里11.3人。